# Rapports intimes au collège de jeunes filles
Pour plus de détails, voir Fiche technique et Distribution.
Rapports intimes au collège de jeunes filles (Schulmädchen-Report: Was Eltern nicht für möglich halten) est un film érotique ouest-allemand réalisé par Ernst Hofbauer, sorti en 1970. C'est une adaptation lointaine de l'ouvrage homonyme Schulmädchen-Report du sexologue Günther Hunold qui présente des entretiens avec douze jeunes femmes sur leur vie sexuelle.
À la suite du succès en Allemagne comme en France du documentaire d'éducation sexuelle Helga, de la vie intime d'une jeune femme sorti en 1968, Ernst Hofbauer et Wolf C. Hartwig ont l'idée d'exploiter ce filon en proposant un faux documentaire érotique dont le nom évoque la rigueur scientifique des rapports Kinsey ou Masters et Johnson. Il a fait environ 7 000 000 d'entrées en Allemagne de l'Ouest, ce qui en fait l'un des dix plus gros succès de la décennie 1970. Schulmädchen-Report deviendra une série de treize films, plus de nombreux autres films dérivés comme Les Savoureuses (Krankenschwestern-Report) ou C'est la queue du chat qui m'électrise (Hausfrauen-Report).

## Synopsis
Lors d'une sortie de classe de lycéennes pour la visite d'une centrale électrique, Renate s'écarte du groupe. Elle revient au bus et séduit le chauffeur qui dormait. Une enseignante remarque l'absence de la jeune fille et les surprend en train d'avoir un rapport sexuel dans le bus. De retour à l'école, un conseil est vite convoqué pour prononcer l'expulsion de l'écolière. Le sexologue Dr. Bernauer intervient dans la conversation et informe lors d'une conférence sur les mœurs sexuelles des jeunes.
Les scènes montrant des jeunes filles dans différentes situations sexuelles alternent avec des interviews faites dans la rue par un journaliste interrogeant les femmes sur leurs attitudes à l'égard du sexe et de la masturbation ainsi que leurs expériences.
Impressionné par les exemples du Dr. Bernauer, le conseil des parents se prononce contre le renvoi de Renate et exige la liberté sexuelle pour les mineurs.

## Fiche technique
- Titre : Rapports intimes au collège de jeunes filles
- Titre original : Schulmädchen-Report: Was Eltern nicht für möglich halten (litt. « Reportages sur les écolières : ce que les parents ne croient pas possible »)
- Réalisation : Ernst Hofbauer assisté de Walter Boos (de)
- Scénario : Günther Heller d'après le livre de Günther Hunold
- Musique : Gert Wilden
- Direction artistique : Eberhard Schröder
- Photographie : Klaus Werner (de)
- Son : Willi Schwadorf
- Montage : Walter Boos (de)
- Production : Wolf C. Hartwig
- Sociétés de production : Rapid Film
- Société de distribution : Constantin Film
- Pays d'origine :  Allemagne de l'Ouest
- Langue : allemand
- Format : Couleurs - 1,66:1 - Mono - 35 mm
- Genre : érotique
- Durée : 90 minutes
- Dates de sortie :
  - Allemagne de l'Ouest : 23 octobre 1970.
  - Belgique : 17 mars 1972.
  - France : 23 janvier 1974[3].

## Distribution
- Günther Kieslich (de): Dr. Bernauer
- Wolf Harnisch: Le directeur
- Helga Kruck: Dr. Vogt
- Friedrich von Thun: Le reporter

Non crédités
- Lisa Fitz (de): Susanne U.
- Marion Kracht: La petite sœur d'Elisabeth
- Mascha Rabben (de): Claudia F.
- Michael Schreiner (de): Hermas
- Jutta Speidel (de): Heike W.
- Franziska Stömmer (de): La mère de Claudia
- Hertha von Walther: Mme
- Peter Dornseif: M. Holm
- Tonio von der Meden (de): Le vicaire Reitmeyer
- Wolf Petersen (de): L'ingénieur Hoffmann
- Karl-Heinz Otto: Le violeur

## Suites
- 1971 : Les Petites Cochonnes (de) (Was Eltern den Schlaf raubt)
- 1972 : Les Provocatrices (de) (Was Eltern nicht mal ahnen)
- 1972 : Was Eltern oft verzweifeln läßt (de)
- 1973 : Chaleurs profondes (Was Eltern wirklich wissen sollten)
- 1973 : Lolita super sexy (de) (Was Eltern gern vertuschen möchten)
- 1974 : Doch das Herz muß dabei sein (de)
- 1974 : Chaleurs humides (de) (Was Eltern nie erfahren dürfen)
- 1975 : Les collégiennes en folie (de) (Reifeprüfung vor dem Abitur)
- 1976 : Irgendwann fängt jede an (de)
- 1977 : Jeux d'amour au collège (de) (Probieren geht über Studieren)
- 1978 : Junge Mädchen brauchen Liebe (de)
- 1980 : Collégiennes expertes (de) (Vergiß beim Sex die Liebe nicht)